# Daphney Hlomuka
Daphney Hlomuka, née en 1949, morte le 1er octobre 2008, est une actrice sud-africaine de la télévision, du cinéma, de la radio et de la scène théâtrale.

## Biographie
Daphney Hlomuka est née en 1949 à Durban, en Afrique du Sud et grandit dans le township de KwaMashu à l'époque de l'apartheid. Elle commence sa carrière scénique au théâtre à Durban en 1968, sous la houlette d'un dramaturge de Durban, Welcome Msomi, jouant en particulier dans Umabatha, une adaptation zoulou de Macbeth de William Shakespeare. Umabatha est devenue l'une des œuvres les plus célèbres de Msomi. Elle intervient également dans des pièces radiophoniques en zoulou.
Elle quitte brièvement l'Afrique du Sud dans les années 1970 pour partir en tournée en Europe avec le spectacle Ipi Tombi. Ipi Tombi est une comédie musicale de 1974, des auteurs sud-africains Bertha Egnos Godfrey et de sa fille Gail Lakier, qui raconte l'histoire d'un jeune homme noir quittant son village et sa jeune femme pour travailler dans les mines de Johannesbourg. Le spectacle, appelé à l'origine The Warrior, utilise des pastiches d'une variété de styles musicaux indigènes sud-africains. Il connaît un succès en Afrique du Sud et au Nigeria, et fait l’objet de tournées en Europe, aux États-Unis, au Canada et en Australie. Au cours des années 1960 et 1970, les rôles à l'écran ou sur scène des acteurs noirs en Afrique du Sud sont souvent difficiles à trouver en raison de l'apartheid. Elle apparaît souvent hors écran dans plusieurs séries dramatiques radiophoniques zoulous.
Elle participe à  des films et des émissions de télévision dans les années 1980, 1990 et 2000. C’est durant les années 1980 qu’elle acquiert ainsi une certaine célébrité, grâce à ses rôles à la télévision sud-africaine : 
Elle interprète notamment le rôle de MaMhlongo dans la série  Hlala Kwabafileyo, et dans la sitcom S'gudi S'naysi (qui signifie c'est bon c'est beau) produite entre 1986 et 1993 par Penguin Films pour la chaine TV2 (aujourd’hui SABC 2) et pour CCV-TV channel. Dans cette comédie, elle donne la réplique à l'acteur bien connu, Joe Mafela (en) qui tient le rôle du locataire du personnage jouée par Daphney Hlomuka.
Elle interprète également le rôle de la reine Ntombazi dans Shaka Zulu, une mini-série télévisée sud-africaine de 1986, et joue dans la comédie Soweto Green (1995) au côté des acteurs sud-africains John Kani, Casper de Vries et Sandra Prinsloo. Elle joue enfin dans le film Gugu and Andile (2008), primé trois fois aux Africa Movie Academy Awards de 2009.
Daphney Hlomuka meurt d'un cancer du rein à l'hôpital Charlotte-Maxeke (en) de Johannesbourg, le 1er octobre 2008, à l'âge de 59 ans,.